# Bartrum-Gletscher
Der Bartrum-Gletscher ist ein kleiner, von tiefen Spalten durchzogener Gletscher in der antarktischen Ross Dependency. Er fließt in den Brown Hills der Cook Mountains in westlicher Richtung zwischen dem Bowling-Green-Plateau und den Blank Peaks. Sein Entstehungsgebiet ist ein Firnfeld, aus dem auch der Foggydog-Gletscher entspringt, von dem er durch die Blank Peaks getrennt ist.
Teilnehmer einer von 1962 bis 1963 dauernden Kampagne im Rahmen der neuseeländischen Victoria University’s Antarctic Expeditions kartierten ihn. Namensgeber ist der neuseeländische Geologe John Arthur Bartrum (1885–1949) von der University of Auckland.